# Vicente Merino
Vicente Merino Bielich (Santiago, 1 de enero de 1889-ibíd., 30 de enero de 1977) fue un marino y político chileno.
Fue hijo del reconocido comandante chileno Vicente Merino Jarpa, combatiente de la Guerra del Pacífico y la Guerra Civil de 1891, y de la peruana Esther Bielich Pomareda. Se casó con Amelia Novoa Astaburuaga con quien tuvo seis hijos.
El 10 de enero de 1944 asumió como comandante en jefe de la Armada de Chile, cargo que desempeñó hasta su retiro en 1947.
En enero de 1946 fue nombrado ministro del Interior por el vicepresidente de la República Alfredo Duhalde Vásquez, cargo que ejerció hasta el 6 de septiembre. Entre el 3 y el 13 de agosto de ese año fue vicepresidente de Chile mientras Duhalde asumió la candidatura presidencial que fue retirada 10 días después de su nominación.